# 南桐礦區
南桐礦區，中國四川省重慶市曾经下轄的一個市轄區，1955年1月21日获国务院批复设立，1993年4月更名為萬盛區。今为重庆市万盛经济技术开发区。

## 行政区划
南桐矿区位于四川、貴州兩省交界處，下辖原四川省南川縣的萬盛、鄧家、大埡、腰子、叢林、簸箕、松林等7個鄉，綦江縣的青年、金靈、建設等3個鄉及貴州省桐梓縣的第十區全區平壩、興文、中朝、青林、上壩、板遼、天橋、茶園、大壩、農林、廟壩、民權、桃子、營寨、王家壩、景星、青山等17個鄉共27個鄉。礦區人民委員會設在萬盛。

## 自然地理

### 气候
| 重庆南桐矿区（1966－1985年）             | 重庆南桐矿区（1966－1985年） | 重庆南桐矿区（1966－1985年） | 重庆南桐矿区（1966－1985年） | 重庆南桐矿区（1966－1985年） | 重庆南桐矿区（1966－1985年） | 重庆南桐矿区（1966－1985年） | 重庆南桐矿区（1966－1985年） | 重庆南桐矿区（1966－1985年） | 重庆南桐矿区（1966－1985年） | 重庆南桐矿区（1966－1985年） | 重庆南桐矿区（1966－1985年） | 重庆南桐矿区（1966－1985年） | 重庆南桐矿区（1966－1985年） |
| 月份                                     | 1月                          | 2月                          | 3月                          | 4月                          | 5月                          | 6月                          | 7月                          | 8月                          | 9月                          | 10月                         | 11月                         | 12月                         | 全年                         |
| ---------------------------------------- | ---------------------------- | ---------------------------- | ---------------------------- | ---------------------------- | ---------------------------- | ---------------------------- | ---------------------------- | ---------------------------- | ---------------------------- | ---------------------------- | ---------------------------- | ---------------------------- | ---------------------------- |
| 日均气温 °C（°F）                        | 7.4 (45.3)                   | 9.2 (48.6)                   | 13.7 (56.7)                  | 18.4 (65.1)                  | 22.1 (71.8)                  | 24.6 (76.3)                  | 28.7 (83.7)                  | 27.6 (81.7)                  | 23.5 (74.3)                  | 18.5 (65.3)                  | 13.5 (56.3)                  | 9.1 (48.4)                   | 18.0 (64.4)                  |
| 平均降雨量 mm（）                        | 23.0 (0.91)                  | 24.7 (0.97)                  | 49.0 (1.93)                  | 123.5 (4.86)                 | 191.5 (7.54)                 | 200.6 (7.90)                 | 173.0 (6.81)                 | 150.0 (5.91)                 | 158.4 (6.24)                 | 106.6 (4.20)                 | 60.3 (2.37)                  | 34.7 (1.37)                  | 1,312.9 (51.69)              |
| 平均降水天数（≥ 0.1 mm）                 | 11.8                         | 9.9                          | 12.9                         | 16.0                         | 18.9                         | 17.8                         | 13.8                         | 13.4                         | 15.6                         | 17.5                         | 14.7                         | 12.0                         | 174.3                        |
| 平均相對濕度（％）                       | 83                           | 80                           | 78                           | 79                           | 80                           | 81                           | 74                           | 74                           | 79                           | 85                           | 86                           | 85                           | 80                           |
| 月均日照時數                             | 30.9                         | 43.7                         | 80.0                         | 116.4                        | 119.3                        | 121.1                        | 206.8                        | 220.0                        | 118.3                        | 81.2                         | 47.4                         | 34.6                         | 1,227.7                      |
| 来源：重庆市南桐矿区志（2002年版）:81-85 |                              |                              |                              |                              |                              |                              |                              |                              |                              |                              |                              |                              |                              |

## 人口
南桐矿区成立前，因位于两省三县交界，人口稀少，至民国二十七年（1938年）国民政府建立南桐煤矿后人口开始增加。1955年南桐矿区成立时，全区共有24924户，121619人。至1985年，全区共有55259户，239225人:97-98。

## 经济
1949年，全区社会总产值为1256万元（1980年不变价），其中第一、第二、第三产业占比为69.5:22.5:8。经过土地改革、农业合作化，1955年南桐矿区成立时，全区社会总产值为3398万元（1980年不变价），其中第一、第二、第三产业占比为39.8:53.8:6.1。三年困难时期，区内工农业产值发生下滑。文化大革命时期，区内农业产值停滞不前，工业产值发展迅速，1976年文革结束时，全区社会总产值为13010万元（1980年不变价），其中第一、第二、第三产业占比为17.8:74.2:7.9。改革开放后，社会经济发展迅速。1985年，全区社会总产值为22872万元（1980年不变价），其中第一、第二、第三产业占比为13.8:80.1:6.1:317-318。

## 地方领导
| 中共重庆市南桐矿区委员会书记:132 1. 徐光开（1955年8月—1957年1月） 中共南桐矿区临时委员会书记:126 1. 徐光开（1957年1月—4月） 2. 武毅（1957年5月—10月） 中共重庆市南桐矿区委员会书记:132 1. 武毅（1957年10月—1961年4月） 2. 蔡定金（1961年5月—1967年1月） 中共重庆市南桐矿区革委会核心小组组长:132 1. 陈国钧（1969年6月—11月） 2. 姚文选（1969年11月—1970年6月） 3. 姚修身（1970年6月—1971年6月） 中共重庆市南桐矿区委员会书记:133 1. 姚修身（1971年6月—1973年7月任第一书记） 2. 蔡定金（1971年6月—1975年9月，1973年7月—1975年9月任第一书记） 3. 孙谦（1975年9月—1978年2月） 4. 贺永增（1978年2月—1983年12月） 5. 夏元东（1983年12月—？） | 重庆市人民委员会南桐矿区办事处主任:167 1. 徐光开（1955年8月—12月） 重庆市南桐矿区人民委员会区长:168 1. 徐光开（1956年1月—12月） 2. 刘化远（1956年12月—1957年8月） 3. 张坚中（1957年9月—1960年2月） 4. 李治平（1960年2月—1967年1月） 重庆市南桐矿区革命委员会主任:168 1. 李相臣（1968年10月—12月） 2. 陈国钧（1968年12月—1969年11月） 3. 姚文选（1969年11月—1970年6月） 4. 姚修身（1970年6月—1973年7月） 5. 蔡定金（1973年7月—1975年9月） 6. 孙谦（1975年9月—1978年2月） 7. 贺永增（1978年2月—1980年12月） 重庆市南桐矿区人民政府区长:169 1. 黄超（1980年12月—1984年3月） 2. 郑兴明（1984年3月—？） |

| 重庆市南桐矿区人大常委会主任:162 1. 鄢嵩山（1980年12月—1984年4月） 2. 李维焱（1984年4月—？） | 政协重庆市南桐矿区委员会主席:175 1. 贺永增（1984年4月—？） |